# Луїс Антоніо Вальдес
Луїс Антоніо Вальдес Салас (ісп. Luis Antonio Valdéz Salas; нар. 1 липня 1965, Гвадалахара, Мексика) — мексиканський футболіст, нападник, відомий виступами за «Гвадалахару» та збірну Мексики. Учасник чемпіонату світу 1994 року.

## Клубна кар'єра
Вальдес розпочав кар'єру в клубі «Гвадалахара». У 1986 році він дебютував у мексиканській Прімері. За команду Луїс провів 5 сезонів і зіграв понад 100 матчів. У 1991 році перейшов у «Монтеррей», але вже після двох сезонів покинув команду. Його новим клубом став «Леон». У 1995 році завершив кар'єру через травму коліна.

## Кар'єра в збірній
У 1989 році дебютував за збірну Мексики. У 1994 році Луїс потрапив в заявку національної команди на участь в чемпіонаті світу у США. На турнірі він зіграв в поєдинку проти збірної Норвегії.

## Титули і досягнення
- Переможець Кубка націй Північної Америки: 1991